# Идеальный кандидат
«Идеальный кандидат» (араб. المرشحة المثالية‎) — саудовский драматический фильм 2019 года режиссёра Хаифы аль-Мансур. Он участвовал в основном конкурсе на премию «Золотой лев» на 76-м Венецианском международном кинофестивале. Он также был выбран в качестве представителя Саудовской Аравии в номинации «Лучший иностранный художественный фильм» на 92-й церемонии вручения премии «Оскар», но не попал в её шорт-лист.

## Сюжет
Молодая женщина-врач Марьям живёт и работает в Саудовской Аравии. Она не пользуется большой любовью и уважением ни со стороны пациентов, ни со стороны коллег. Мужчины смотрят на неё с недоверием и свысока. Однажды она обращается по телефону к начальнику с просьбой привести дорогу к больнице в порядок, но тот с раздражением бросает трубку. После того, как её не пускают на медицинскую конференцию в Дубай из-за просроченных документов, она обращается к родственнику, занимающемуся регистрацией кандидатов на выборы. Так Марьям втягивается в политику, а свою предвыборную программу строит вокруг упомянутой ранее дороги к больнице.

## Актёрский состав
- Мила аль-Захрани — Марьям
- Нора аль-Аваз — Сара
- Зай — Сельма

## Критика
На сайте-агрегаторе рецензий Rotten Tomatoes 93 % из 81 отзыва критиков являются положительными со средней оценкой 7,3 из 10. Общий консенсус критиков этого ресурса гласит: «Будучи фильмом-посланием, восхищающим как своей тонкостью, так и исполнением, «Идеальный кандидат» противостоит притеснениям и решительно выступает за перемены». На ресурсе Metacritic фильм получил среднюю оценку в 70 из 100, основанную на 14 критических рецензиях, что указывает как на «в целом положительные отзывы».
В своей статье для The Hollywood Reporter Дебора Янг назвала фильм в целом «упрощённой феминистской историей с неотразимой героиней» и отметила, что «Идеальный кандидат» содержит откровенный взгляд на общество Саудовской Аравии, который может быть любопытен западному зрителю.

## Награды
- Премия Брайана[англ.] на 76-м Венецианском международном кинофестивале[7]